# Harrington (Delaware)
Harrington je grad u američkoj saveznoj državi Delaware. Prema popisu stanovništva iz 2010. u njemu je živjelo 3.562 stanovnika.